# Płonąca żyrafa (wiersz)
Płonąca żyrafa – wiersz Stanisława Grochowiaka. Uznaje się, że jest on programowym utworem nurtu turpistycznego. Ripostą na niego była Oda do turpistów Juliana Przybosia wydrukowana w „Przeglądzie Kulturalnym” z 8 listopada 1962 roku. 
Płonąca żyrafa pochodzi z wydanego w 1958 roku tomiku Menuet z pogrzebaczem i jest interpretacją obrazu Salvadora Dalego pod tym samym tytułem pochodzącym z 1937 r.. Zarówno w wierszu, jak i w obrazie widoczna jest fascynacja śmiercią odartą z wszelkiego patosu, ponurą, a nawet odrażającą, ujętą w konwencji makabrycznej groteski.

## Opis
Poeta rozpoczyna swoje refleksje od wyliczeń fizjologicznych przejawów życia takich jak: aspiryna, pot, czaszka, skronie, noga, brzuch i…pogrzebacz, które mają na celu ukazanie banalności ludzkiej egzystencji. Wspomina też o „biednej konstrukcji człowieczego lęku” – istota ludzka trwoży się, jest świadoma zagrożeń, jakie płyną z rutyny. Strach ją osłabia, potęguje jej marność i nieporadność. Nie można jednak ustrzec się tych niebezpieczeństw, są bowiem tym, „co nas czeka”. Wszyscy musimy się zmierzyć ze swoją cielesnością i wynikającym z niej bólem. Nie jest to może estetyczne, ale rzeczywiste, prawdziwe (paradoksalnie: prawdziwe aż do bólu).
Podmiot stwierdza, że niestety wiersz ten pisze tylko dla siebie i dwóch starych, schorowanych osłów, które już wiedzą co znaczy cierpienie i jego trywialność. Cierpienie jest wprawdzie istotą życia, lecz wcale nie jest wzniosłe i uszlachetniające.
Grochowiak chce uświadomić czytelnikowi, że nie można mówić tylko o rzeczach ładnych, ponieważ są one tak rzadkie, że niemal nierealne. Trzeba pochylić się nad brzydotą, bowiem to ona jest wiekuiście scalona z ludzką egzystencją, a atrybuty zwyczajności, jak śledź czy pogrzebacz służą do aprobowania normalnego biegu wydarzeń. Także dzięki nim wyrażać się może afirmacja życia, bo przecież nie tylko piękne przedmioty powinno się wynosić na piedestał.
Siedmiokrotne powtórzenie słów:

Tak. To jest coś

wskazuje na to, że warto o tej powszechności i brzydocie mówić i pisać.
Aprobata pospolitości ujawnia się w użyciu szesnastu różnych związków frazeologicznych zawierających słowo „mięso”. Mięso to najprawdziwsze życie, z całą swoją cielesnością oraz fizjologiczno-biologicznymi aspektami. Cały ludzki byt obraca się wokół tego surowego mięsa na zasadzie pewnych sprzeczności: zabijać – uwielbiać, zapładniać – przeklinać, w imię mięsa – na przekór mięsu itd.
Mięso, które gnije i odpada jest tym samym, które niegdyś było kochane, o które ktoś się troszczył, które rodziło życie. Czas jednak jest bezwzględny i powoduje nieuchronny rozpad tego ciała. Poeta objawia tutaj nagą prawdę: wszyscy jesteśmy równi wobec czasu i śmierci, które są sprawiedliwe i tak samo okrutne dla każdego człowieka.
Znaczące są słowa: „Szczególnie szczególnie w obronie mięsa”. Podmiot nie godzi się na złe traktowanie mięsa, trzeba je zrozumieć i przyjąć takim, jakie ono jest w całej swojej ohydzie i fizjologii zapisanej każdemu. Pointę rozważań o mięsie stanowi wers

A ONO SIĘ PALI

Ogień jest niezwykle destrukcyjnym żywiołem, ale z racji swej ambiwalentności ma też drugie znaczenie: oczyszcza. Mięso, które poddaje się ogniowi jest nietrwałe, rozkład ciała jest nieunikniony, ponieważ taka jest kolej rzeczy, a jedynym wyjściem jest po prostu oswojenie się z tą koniecznością i w ten sposób oczyszczenie z lęku przed enigmą, jaką jest starość i śmierć.
Autor, interpretując obraz Płonąca żyrafa, próbuje uświadomić czytelnikowi, że brzydota nie jest czymś złym, ma nawet większą moc aniżeli piękno, bo jest wszechobecna, ludzka, realna i niemal tożsama z życiem. Strach trzeba wyeliminować przez pogodzenie się z „mięsem” i nieodwołalnością przekroczenia granicy profanum i sacrum, więc ze śmiercią.
Grochowiak stworzył niepowtarzalne wizje poprzez malowanie słowami. Ten „poetycki obraz” widać nawet w budowie wersyfikacyjnej utworu – kolejne wiersze tworzą jakby „płynące” formy zamknięte w niezwykłej całości, tak jak u Salvadora Dalego. Wiersz ten upodabnia się do sugestywnego wyobrażenia malarskiego.
W Płonącej żyrafie poeta wykorzystał metafory i porównania rodzące niepowtarzalny, nadrealistyczny klimat odkrywający egzystencjalne, ale wciąż subiektywne prawdy, „więc: zafascynowanie konkretem – odrażającym. Więc: rzeczowość. A jednocześnie: zdemaskowanie życia, jego piękna. Więc: program antyestetyczny. Więc: kult brzydoty”.
Autor chciał uzmysłowić, że brzydota i cierpienie to najprawdziwsze aspekty życia, dlatego trzeba im poświęcać należytą uwagę w literaturze, nie bać się ich, lecz raczej je oswajać. Życie jest zwykłe, przygnębiające, nieestetyczne, makabryczne, groteskowe i odrażające, nie wolno jednak popadać w nadmierny pesymizm. Należy po prostu zaakceptować te jego „walory” i oczyścić „mięso” ze strachu przed zagwarantowaną śmiercią. Nie można się jej obawiać – to irracjonalne, bo czeka każdego.